# Bobby (película)
Bobby (El día que mataron a Kennedy en Latinoamérica) es una película estadounidense dirigida por Emilio Estévez.

## Argumento
La película se desarrolla en el Hotel Ambassador de Los Ángeles el mismo día en que asesinaron a Robert F. Kennedy.
Constituye un mosaico interesante, sobre el estado que guardaba en ese momento la sociedad norteamericana; los hippies, el LSD, Vietnam, McCarthy, Lyndon B. Johnson, la muerte reciente de Martin Luther King, inclusive los desertores de la Primavera de Praga, son acontecimientos de la historia del día en que murió Robert F. Kennedy; la construcción del argumento es pausado, pero reuniendo historias entrelazadas, que al explicarse por sí mismas, en el mismo tiempo y espacio, sirven de marco interesante al desenlace fatal de la noche.
El reparto multiestelar tiene un significado especial: la colectividad abstracta es la que siente como una herida la muerte cruel de un personaje público en quien sectores minoritarios de la población tenían puestas sus expectativas de mejoría social.

## Reparto
- Dave Fraunces: Robert Kennedy.
- Anthony Hopkins: John Casey.
- Mary Elizabeth Winstead: Susan Taylor.
- Lindsay Lohan: Diane Howser.
- David Collins: Stephen Howser.
- Demi Moore: Virginia Fallon.
- Sharon Stone: Miriam Ebbens.
- Freddy Rodríguez: José.
- Nick Cannon: Dwayne.
- Emilio Estévez: Tim.
- Laurence Fishburne: Edward Robinson.
- Martin Sheen: Jack.
- Shia LaBeouf: Cooper.
- Christian Slater: Timmons.
- William H. Macy: Paul.
- Ashton Kutcher: Fisher.
- Heather Graham: Angela.
- Elijah Wood: William Avalis.
- Helen Hunt: Samantha.
- Harry Belafonte: Nelson.
- Joshua Jackson: Wade.

## Premios

### Hollywood Film Festival
| Año  | Categoría                                         | Actor                                          | Resultado |
| ---- | ------------------------------------------------- | ---------------------------------------------- | --------- |
| 2006 | Premio Hollywood Film al Mejor Reparto del Año    | Premio Hollywood Film al Mejor Reparto del Año | Ganadora  |
| 2006 | Premio Hollywood Film al actor revelación del año | Lindsay Lohan                                  | Ganadora  |

### Premios del Sindicato de Actores
| Año  | Categoría     | Resultado |
| ---- | ------------- | --------- |
| 2006 | Mejor Reparto | Nominada  |

- Datos: Q679657